# 화이트 윌로우
화이트 윌로우는 노르웨이의 프로그레시브 록 밴드다. 오케스트라 팝 음악,1970년대 프로그레시브 록, 재즈 퓨전과 전자 음악 등 다양한 요소를 활용했던 밴드이다. 그들의 일반적 사운드는 여성보컬이 주도하는 가운데 멜로트론과 건반 연주가 배경에 깔리는 것이다.

## 소개
화이트 윌로우는 10cc, 비치 보이스, 빅 스타와 스틸리 댄을 킹 크림슨, 마그마, 웨더 리포트 닉 드레이크와 조니 미첼 등에게서 광범위한 영향을 받았다. 빌보드 가이드는 우리시대 가장 중요한 프로그 그룹중 하나로 평하기도 했다.

## 멤버
- Sylvia Erichsen - vocals
- Lars Fredrik Frøislie - keyboards
- Ketil Einarsen - flutes
- Jacob Holm-Lupo - guitars
- Ellen Andrea Wang - bass
- Mattias Olsson - drums (앵글라고드 멤버)

## 음반 목록
- Ignis Fatuus (1995, The Laser's Edge) 킹 크림슨과 제네시스 (밴드) 뿐만 아니라 멜로우 캔들까지 연상시키는 심포닉 포크 앨범이었다.
- Ex Tenebris (1998, The Laser's Edge) 미니멀 프로그록/포스트록이었다.
- Sacrament (2000, The Laser's Edge) 본격적인 심포닉록/팝 앨범이었으며
- Storm Season (2004, The Laser's Edge; Japanese version released through Avalon/Marquee) 어둡고 육중한 기타사운드가 강했던 앨범으로 이것은 Signal to Noise(2006)까지 이어졌다.
- Signal to Noise (2006, The Laser's Edge)
- Terminal Twilight (2011, Termo Records) 어둡고 섬찟한 분위기를 잘 포착한 앨범으로 평단의 좋은 평가를 받았다.